# Wangdue Phodrang
Pour les articles homonymes, voir Wangdu (militant).
Wangdue Phodrang est l'un des vingt dzongkhags qui constituent le Bhoutan.

Wangdue Phodrang
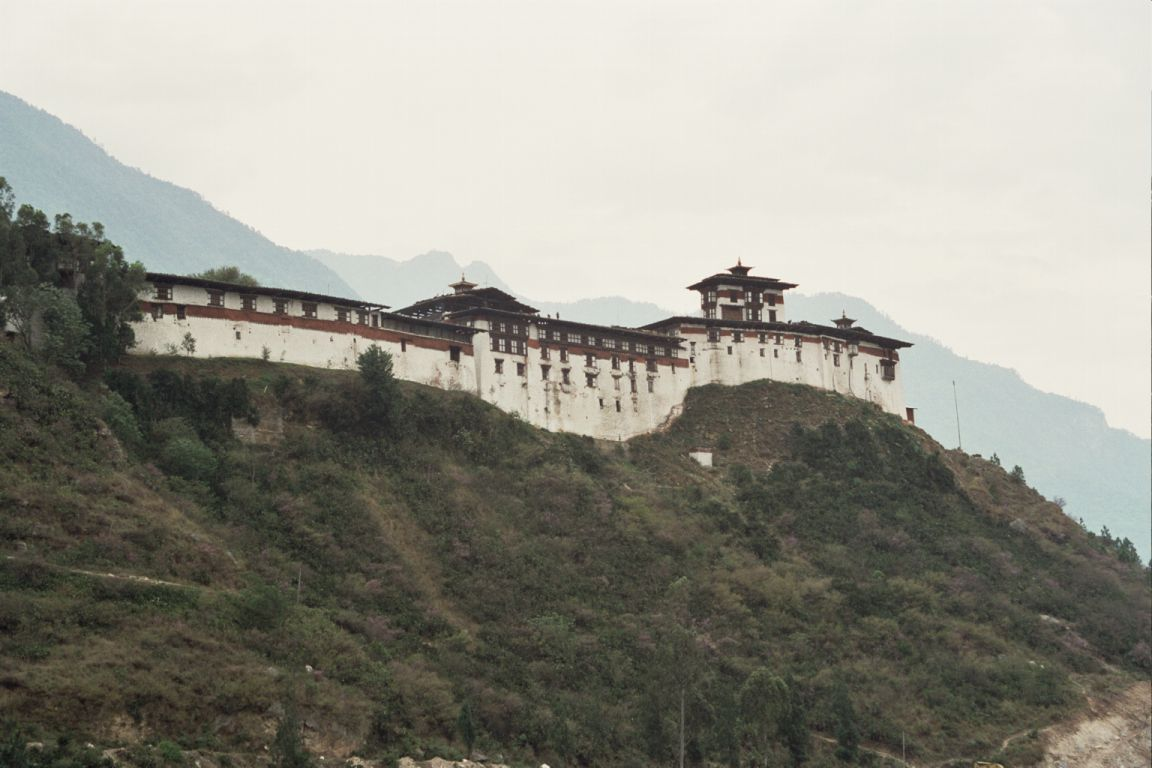
Dzong à Wangdue Phodrang, Bhoutan.
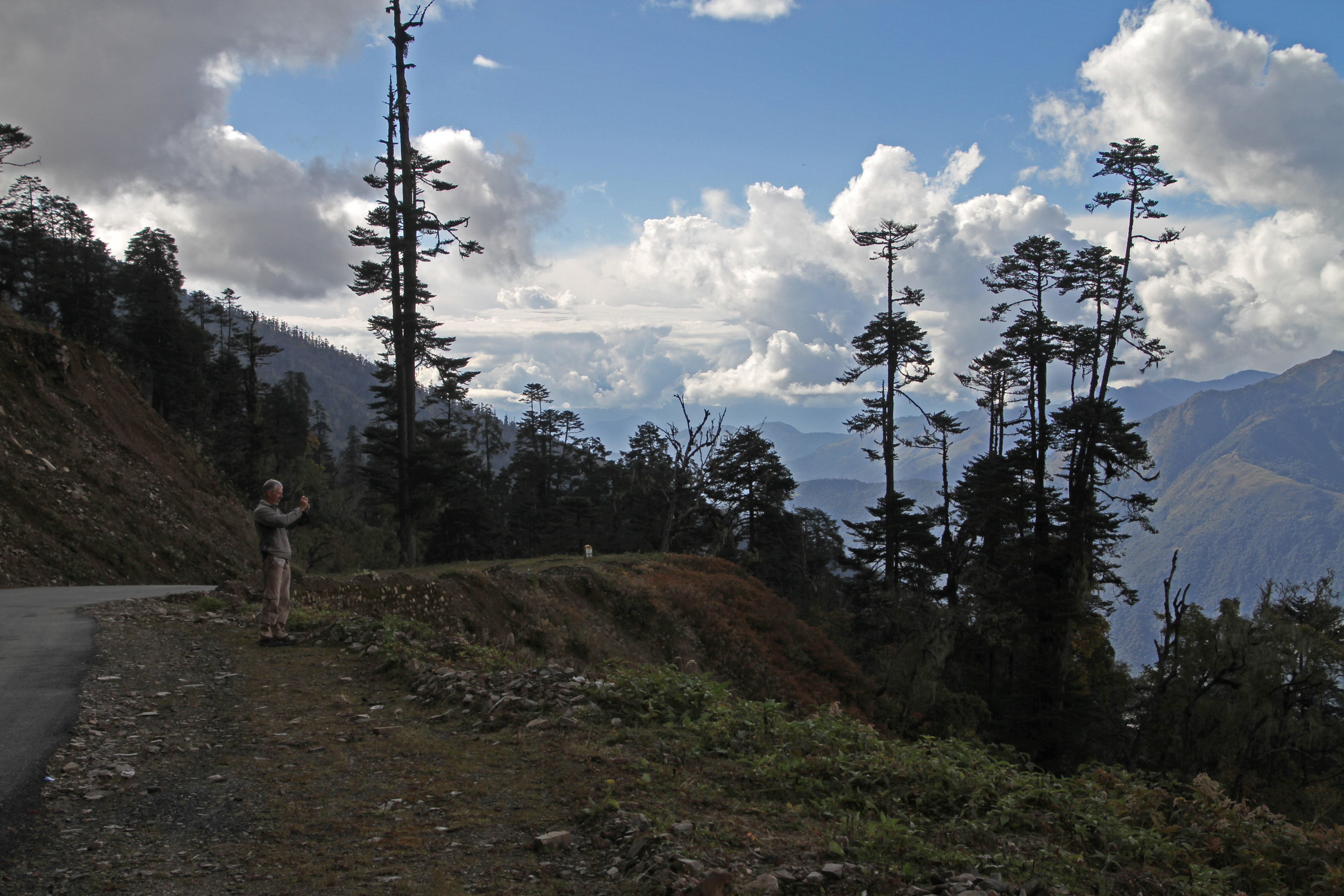
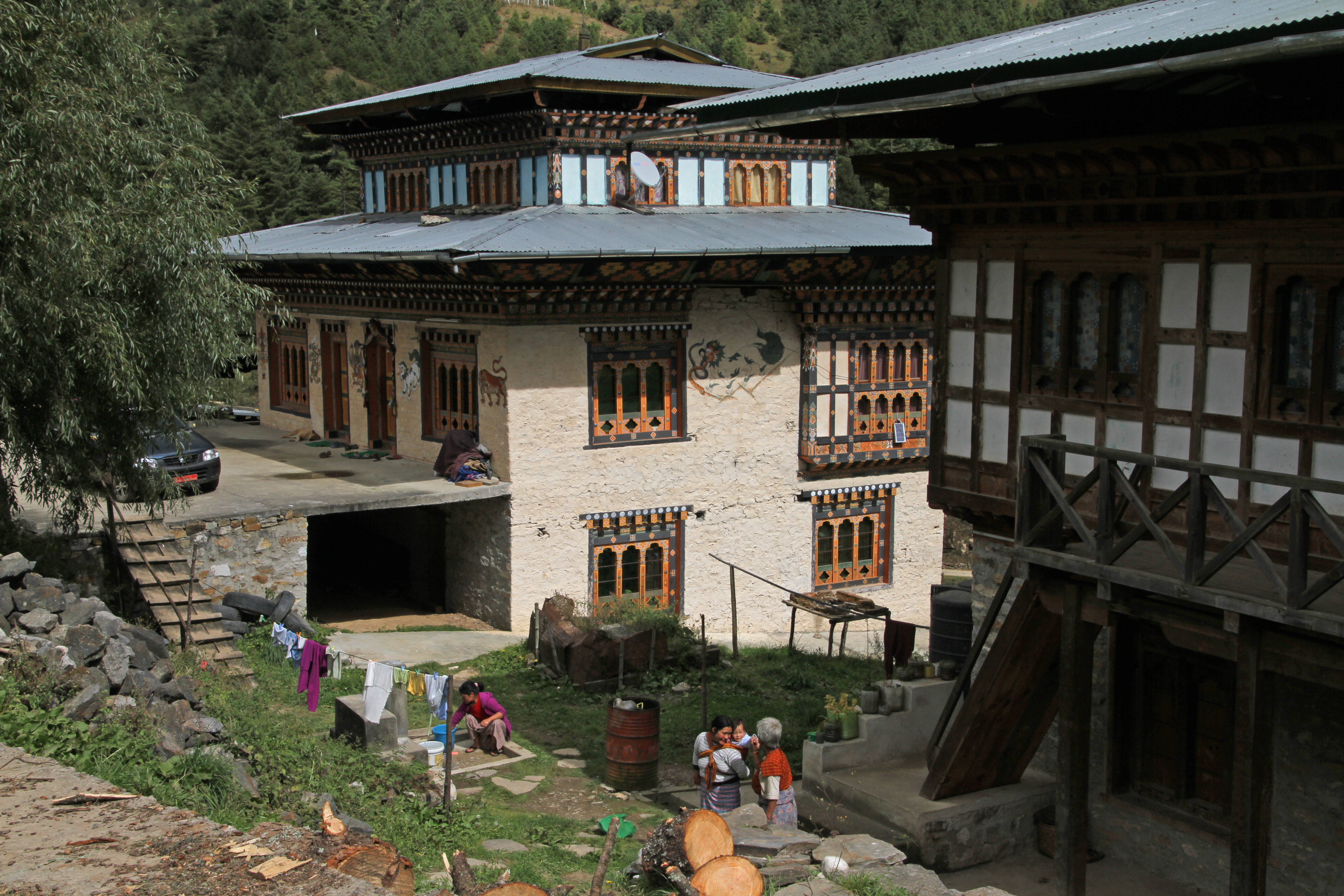
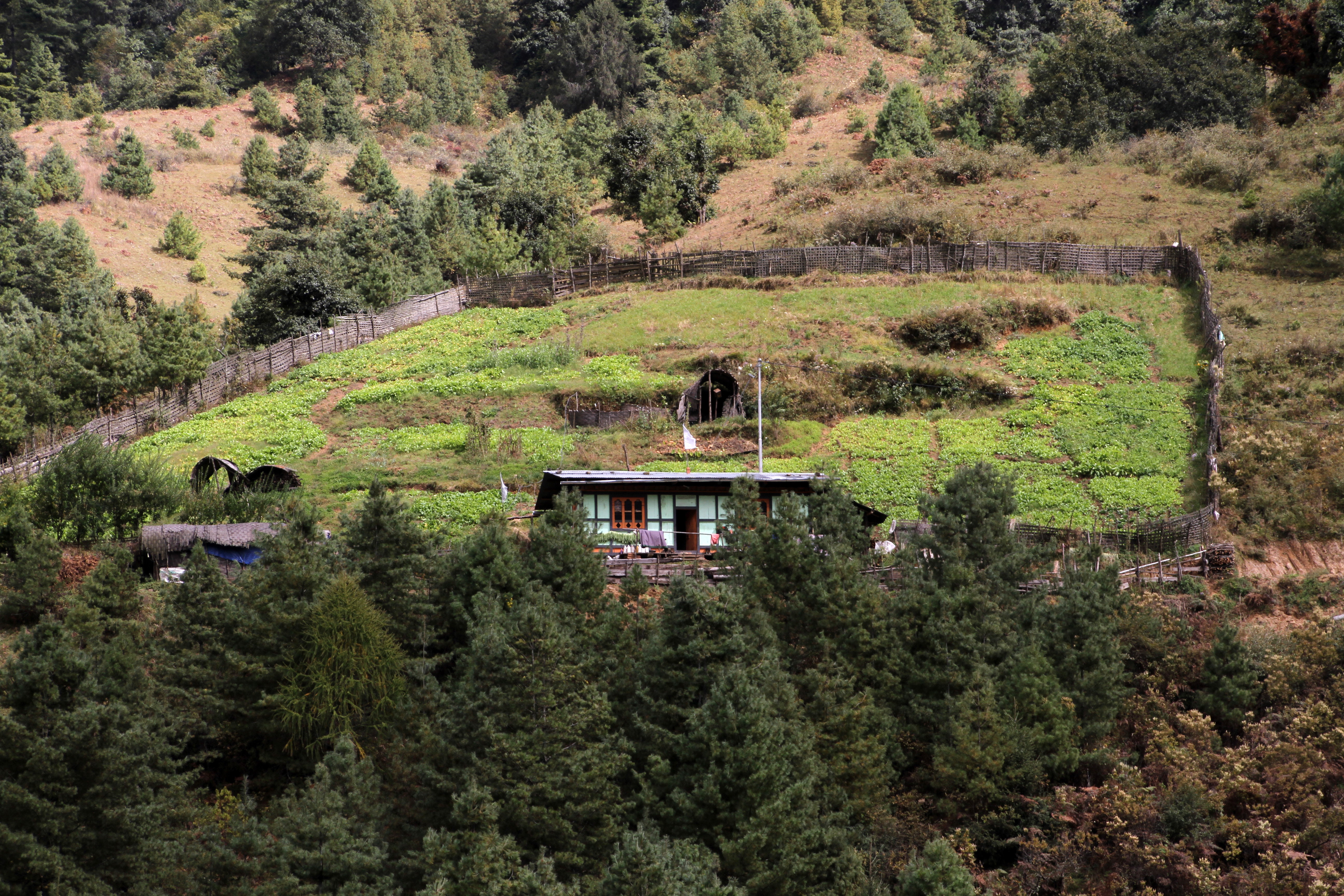
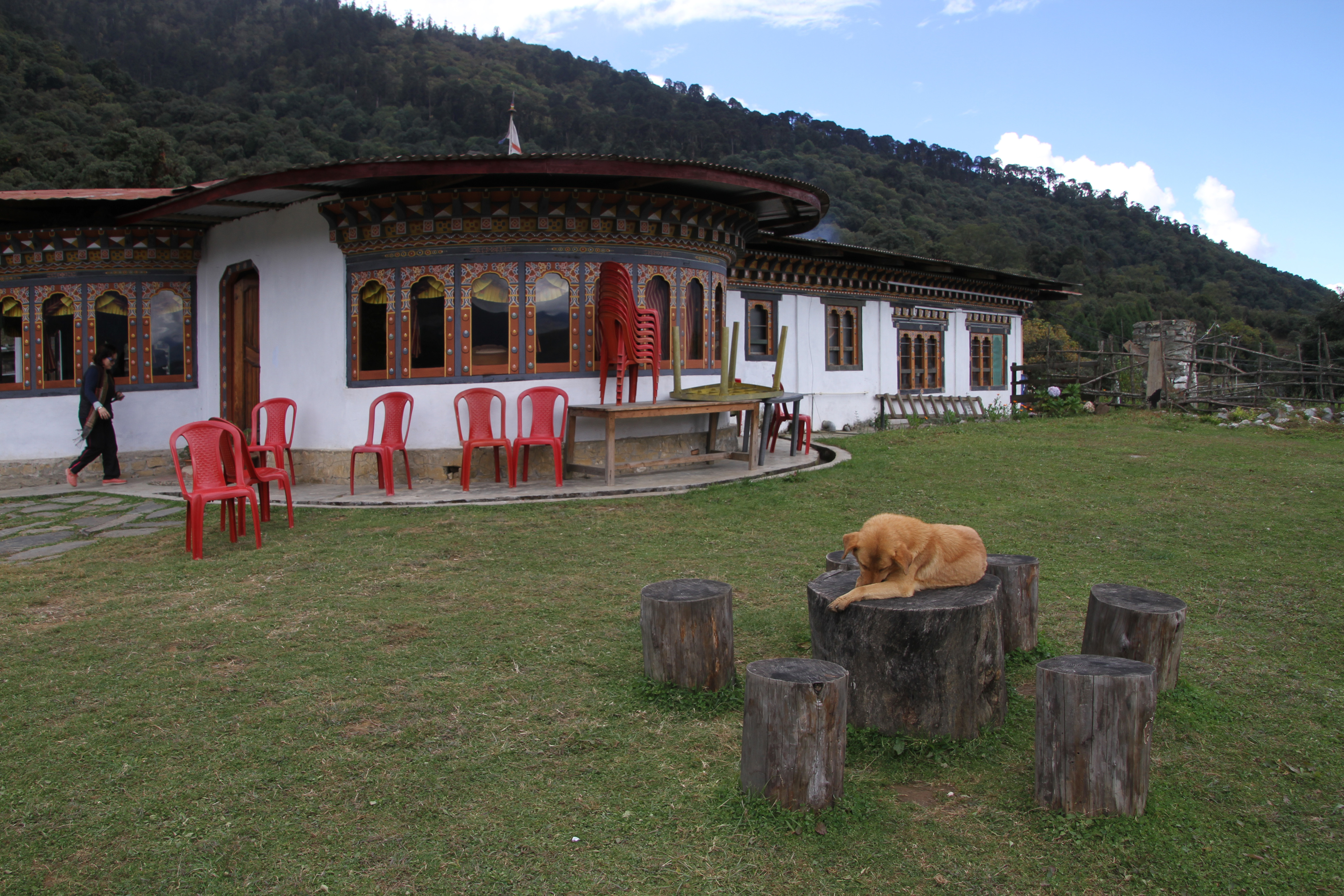
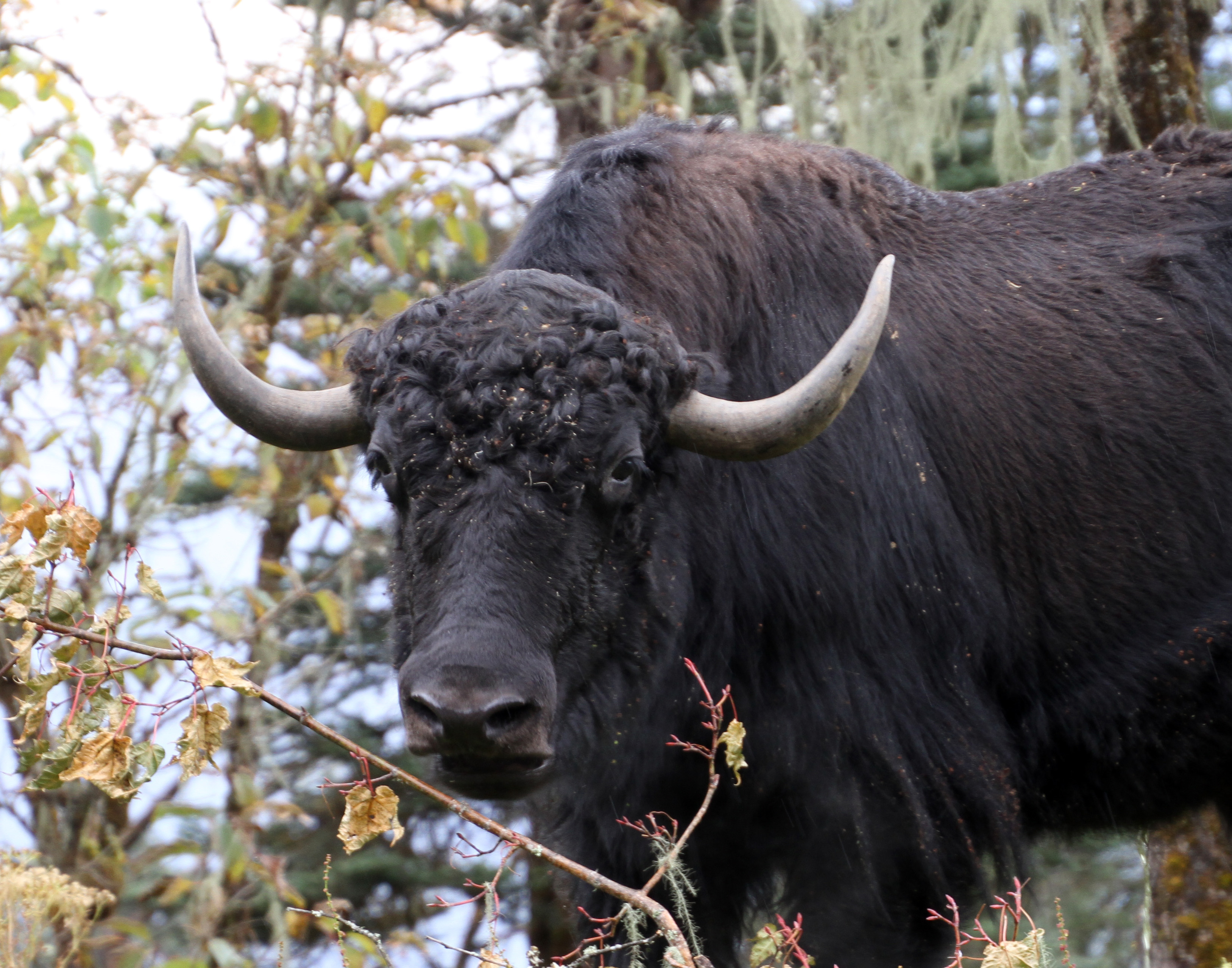

## Représentation à l'Assemblée nationale
Le district comporte deux circonscriptions législatives. Les députés actuels sont Tandin Wangchuk et Kuenga, tous deux issus du PDP.
| Code   | Nom             | Electeurs enregistrés |
| ------ | --------------- | --------------------- |
| NA1901 | Athang Thedtsho | 9 249                 |
| NA1902 | Nyishog Saephu  | 9 635                 |

| Élection  | Circonscription | Circonscription | Circonscription | Circonscription | Circonscription | Circonscription  |
| Élection  | NA1901          | NA1901          | NA1901          | NA1902          | NA1902          | NA1902           |
| Élection  | Parti           | Parti           | Député          | Parti           | Parti           | Député           |
| --------- | --------------- | --------------- | --------------- | --------------- | --------------- | ---------------- |
| 2008      |                 | DPT             | Pasang Thrinlee |                 | DPT             | Gyem Dorji       |
| 2013      |                 | PDP             | Tandin Wangchuk |                 | PDP             | Kuenga           |
| 2018      |                 | DNT             | Kinley Wangchuk |                 | DNT             | Wangchuk Namgyel |
| 2023-2024 |                 | PDP             | Tandin Wangchuk |                 | PDP             | Kuenga           |